# Joseph Albert
Joseph Albert (Banyuls de la Marenda, 25 de març de 1931 - Perpinyà, 29 de setembre de 1991) va ser un viticultor, sindicalista i polític nord-català. Treballador agrícola al seu municipi, es va adherir al Partit Comunista Francès i al sindicat CGT el 1947. El 1951 fou nomenat primer secretari de la Federació del PCF als Pirineus Orientals, càrrec que va ocupar fins 1973. A les eleccions cantonals de 1973 fou escollit conseller general del cantó de Prats de Molló i la Presta succeint al seu company del partit Guillaume Julia que ja no es presentava. El 1983 fou escollit alcalde de Prats de Molló i la Presta. Va conservar tots dos mandats fins a la seva mort.
Va ser candidat del PCF a les eleccions legislatives franceses de 1962 i de 1968 per la primera circumscripció dels Pirineus Orientals: va desistir a favor de Paul Alduy (FGDS) en l'escrutini del 30 de juny de 1968. També fou derrotat per Alduy a les eleccions cantonals de 1960 al cantó de Perpinyà-Est i per Léon-Jean Grégory a les eleccions cantonals de 1976.
Crític envers el PCF des de 1968, va continuant sent la figura de proa del partit al departament dels Pirineus Orientals durant molts anys fins que va trencar amb el PCF el 1982. Després es va aproximar al Partit Socialista tot i que no s'hi va adherir.